# Zonopetala clerota
Espèce
Zonopetala clerota  est une espèce de lépidoptères de la famille des Oecophoridae.
On le trouve en Australie.